# Allelische Erkrankung
Mit Allelische Erkrankungen werden in der Genetik verschiedene Krankheiten bezeichnet, die durch unterschiedliche Mutationen auf ein und demselben Gen verursacht werden.
Zugrunde liegen verschiedene Ausprägungsformen (Allele) des jeweiligen Genes. Häufig führen diese Allel-Varianten nicht zum klinischen Bild verschiedener Erkrankungen, sondern präsentieren sich als eine einzige Krankheit, als monogenetische Erkrankung, man spricht dann von ‚allelischer Heterogenität‘.
Nicht zu verwechseln ist die Allelopathie, Teilgebiet der chemischen Ökologie.
Beispiele für allelische Erkrankungen sind die Myotilinopathien sowie Achondroplasie/Hypochondroplasie.